# Henryk Suchora
Henryk Suchora (ur. 19 lutego 1951 w Osinkach, zm. 15 października 2024) – polski polityk, rolnik, poseł na Sejm I kadencji.

## Życiorys
Ukończył w 1965 szkołę podstawową. Pracował jako spawacz w Hucie Stalowa Wola, zajął się również prowadzeniem indywidualnego gospodarstwa rolnego. W 1980 wstąpił do „Solidarności”, następnie dołączył do „Solidarności Wiejskiej”. Po wprowadzeniu stanu wojennego zajmował się dystrybucją wydawnictw drugiego obiegu. W 1984 organizował lokalne struktury Ogólnopolskiego Komitetu Oporu Rolników. W marcu 1984 tymczasowo aresztowany z przyczyn politycznych, zwolniono go w lipcu tego samego roku po umorzeniu postępowania na skutek amnestii.
Na początku lat 90. kierował rolniczą „Solidarnością”w województwie tarnobrzeskim. W latach 1991–1993 sprawował mandat posła I kadencji z ramienia Porozumienia Ludowego. Był też sołtysem Osinek. Z listy Ligi Polskich Rodzin bezskutecznie kandydował w 2001 do Sejmu (otrzymał 1363 głosy), a w 2002 do sejmiku lubelskiego. W 2006 ubiegał się o mandat radnego powiatu janowskiego z ramienia Prawa i Sprawiedliwości, w 2014 z listy lokalnego komitetu. Został członkiem Stronnictwa Ludowego „Ojcowizna”, zasiadał w radzie naczelnej tej partii.

## Odznaczenia
W 2011, za wybitne zasługi w działalności na rzecz przemian demokratycznych w Polsce, został odznaczony przez prezydenta Bronisława Komorowskiego Krzyżem Kawalerskim Orderu Odrodzenia Polski. W 2016 otrzymał Krzyż Wolności i Solidarności.